# Kossi Efoui
Kossi Efoui, född 1962 i Anfoin, är en togolesisk författare, dramatiker och journalist.

### Romaner
- 1998 – La Polka
- 2001 – La Fabrique de cérémonies
- 2008 – Solo d’un revenant
- 2011 – L’ombre des choses à venir

### Novellsamlingar
- 1992 – Les Coupons de Magali
- 2006 – Volatiles

### Dramatik
- 1989 – Le Carrefour
- 1992 – Récupérations
- 1993 – La Malaventure
- 1995 – Le Petit Frère du rameur
- 1995 – Que la terre vous soit légère
- 1998 – Le Corps liquide
- 2000 – L’Entre-deux rêves de Pitagaba conté sur le trottoir de la radio
- 2005 – Concessions
- 2006 – Io
- 2011 – Oublie!